# أليخاندرو سوكول
أليخاندرو سوكول (بالإسبانية: Alejandro Sokol)‏ هو موسيقي أرجنتيني، ولد في 30 يناير 1960 في تشيفيلكوي في الأرجنتين، وتوفي في 12 يناير 2009 في ريو كوارتو في الأرجنتين بسبب مرض قلبي وعائي.

## وصلات خارجية
- أليخاندرو سوكول على موقع IMDb (الإنجليزية)
- أليخاندرو سوكول على موقع ميوزك برينز (الإنجليزية)
- أليخاندرو سوكول على موقع أول ميوزيك (الإنجليزية)
- أليخاندرو سوكول على موقع ديسكوغز (الإنجليزية)